# Algerischer Dinar
Der Algerische Dinar (arabisch دينار جزائري dinar dschazairi, DMG dīnār ǧazāʾirī) ist die Währung von Algerien. Ein Dinar ist in 100 Centimes unterteilt. Der ISO-Code ist DZD.
Der Dinar ist eine im gesamten arabischen Raum verbreitete Währungsbezeichnung, die auf den römischen Denarius zurückgeht.
Alle währungspolitischen Angelegenheiten werden von der Bank von Algerien geregelt.
Die Vorgängerwährung war der Algerische Franc, der von 1848 bis 1964 in Algerien gesetzliches Zahlungsmittel war. Er stand im festen Wechselkurs von 1:1 zum Französischen Franc und wurde 1964 von der Zentralbank im Kurs von 1:1 durch den Algerischen Dinar ersetzt.

Banknote zu 10 Dinar aus der zweiten Serie von 1970

Die Zentralbank gab 1964 die erste Münzserie heraus, die Münzen im Wert von 1, 2, 5, 10, 20 und 50 Centimes sowie von 1 Dinar umfasste. Gleichzeitig gab sie die erste Banknotenserie mit Nennwerten von 5, 10, 50 und 100 Dinar heraus. 1970 folgte die zweite Serie mit Banknote im Wert von 5, 10, 100 und 500 Dinar. 1992 gab es eine von 1000 Dinar.
1992 veranlasste Algerien die Emission einer zweiten, heute noch gültigen Münzserie: Es wurden Münzen im Nennwert von ¼, ½, 1, 2, 5, 10, 20, 50 und 100 Dinar herausgegeben. Ebenso wurde die vierte, heute noch gültige Banknotenserie herausgegeben: Sie umfasst Banknoten mit Werten von 100, 200, 500 und 1000 Dinar. 2011 wurden Banknoten mit dem Wert von 2000 Dinar ausgegeben. Die ¼- und ½-Dinar-Münzen sind mittlerweile aus dem Verkehr gezogen. Seit dem 1. Januar 2015 werden 100- und 200-Dinar-Scheine nicht mehr als Zahlungsmittel anerkannt, sie wurden durch die schon zuvor gültigen, gleichwertigen Münzen abgelöst.